# Flourens (Alto Garona)
Flourens é uma comuna francesa na região administrativa da Occitânia, no departamento do Alto Garona. Estende-se por uma área de 9.74 km², com 2.009 habitantes, segundo o censo de 2018, com uma densidade de 210 hab/km².